# 세인트애서프
세인트애서프(영어: St Asaph, 웨일스어: Llanelwy 흘라넬루이)는 영국 웨일스 덴비셔에 위치한 도시로 인구는 3,355명(2011년 기준)이다.